# Абазаев, Евгений Серафимович
Евгений Серафимович Абазаев (7 января 1910, Петропавловск, Акмолинская область — 30 января 1986, Новосибирск) — советский учёный, деятель водоснабжения Новосибирска.

## Биография
Родился 7 января 1910 года на железнодорожной станции Петропавловск (ныне Казахстан). В 1940 году стал начальником водоснабжения левого берега Новосибирска, также занимал должность замдиректора завода «Сибсельмаш». С 1952 по 1962 годы был главой треста «Водоканал». После этого до 1984 года работал в инженерно-строительном институте, где руководил кафедрой и занимал должность декана гидротехнического факультета. Умер в 1986 году в Новосибирске.
С 1950 по 1960 год состоял в городском научно-техническом обществе. В 1959 году защитил диссертацию на тему «Исследование целесообразности и условий применения жидкого сернокислого железного коагулянта на водопроводах». Учёная степень — кандидат технических наук. Доцент Новосибирского инженерно-строительного института. Подготовил ряд специалистов высокой классификации в области водоснабжения.
За период во главе треста непосредственно руководил вводом в эксплуатацию примерно 200 км водопроводных сетей. Норма потребления воды на одного человека тогда выросла с 58 до 110 л в сутки.
Кавалер ордена Трудового Красного Знамени, которым награждён указом в 1945 году (тогда руководитель цеха комбината № 179). Награждён рядом медалей. Несколько созывов — депутат Новосибирского совдепа. Память о Абазаеве увековечена в музее НГАСУ.
Умер 30 января 1986 года. Похоронен на Заельцовском кладбище Новосибирска (квартал 13).